# Vigyan Bhairav Tantra
El Vijnana Bhairava Tantra (en letra devanagari: विज्ञानभैरवतन्त्र, Vijñānabhairavatantra) es un texto sánscrito ―de autor anónimo― de la escuela trika del shivaísmo de Cachemira. Presentado como un diálogo entre el dios Shiva y su consorte Devi o Shakti, expone brevemente 112 métodos de meditación (dharana).
Estos incluyen varias variantes sobre el Shamata (aplicación de la atención en la capacidad de morar en calma) y una forma de ello es a través del anapanasati (aplicación de la atención y conciencia del respirar); la concentración en varios centros del cuerpo, la advaita (conciencia no dual), la yapa, la imaginación y visualización y contemplación a través de cada uno de los sentidos.
Un prerrequisito para el éxito en cualquiera de las 112 prácticas es tener un claro entendimiento de cuál método es el más adecuado para el practicante.

## El texto
El texto es un capítulo del Rudraya-mala-tantra, un Āgama de la escuela bhairava. Se desconoce su datación y autor. La diosa Devi, la representación de Bhairavi (La Energía), le pide a su esposo Shiva, la representación de Bhairava (La Consciencia), que revele la esencia del camino a la realización de la realidad más elevada. En su respuesta, Shiva describe 112 maneras de ingresar al universal y trascendental estado de conciencia. Referencias a esto aparecen en toda la literatura del Shivaísmo de Cachemira, lo que indica que fue considerado como un importante texto en la escuela monista de la doctrina shivaísta de Cachemira.
El texto apareció en 1918 en la Kashmir Series of Text and Studies (KSTS).
La Kashmir Series publicó dos volúmenes, uno con un comentario de Kshemaraja y Shivopadhyaya y el otro con un comentario, denominado Kaumadi, de Ananda Bhatta.
Fue introducido en Occidente por Swami Lakshman Joo, cuyos colaboradores occidentales incluían al escritor Paul Reps. Este último amplió la atención del texto mediante una traducción al inglés en su popular libro Zen flesh, zen bones.

## Traducciones y comentarios
Varias otras traducciones y comentarios se han hecho disponibles desde entonces como la recién publicada obra La Rebelión de un buda (2022). Donde se explica desde el por qué nos identificamos con nuestros pensamientos, el cómo formamos nuestras identidades egoicas, hasta el cómo alcanzar el perfecto estado meditativo y realizar nuestra naturaleza búdica a través de las técnicas del Vijnana Bhairava Tantra. La traducción de Reps fue igualmente el tema de un posterior comentario de Osho. 

### Traducciones
- 1957: Paul Reps: Zen Flesh, Zen Bones.[5]
- 1961: Lilian Silburn: Le Vijnana Bhairava.[6]
- 1972: Osho: El libro de los secretos.[7]
- 1979: Jaidev Singh: Vijnana Bhairava or Divine Consciousness.[8]
- 1997: Swami Muktananda: Nothing exists that is not Shiva. Commentaries on the Shiva Sutra, Vijnanabhairava, Gurugita, and other sacred texts. Nueva York (Estados Unidos): SYDA Foundation. ISBN 0-911307-56-7
- 2002: Bettina Baumer: Vijnana Bhairava, the practice of centering awareness.[9]
- 2003: Swami Saraswati Satyasangananda: Sri Vijnana Bhairava Tantra: the ascent.[10]
- 2007: Swami Lakshmanjoo: Vijnana Bhairava, the manual for self realization.[11]
- 2010: Dmitri Semenov -- Vijnaanabhairava or Techniques for Entering Liminal Consciousness.[12]
- 2022: Iago Varela Romero -- La rebelión de un buda: y las llaves a la última realidad.[13]